# 동부 지방 (북마케도니아)

동부 지방의 위치

동부 지방(마케도니아어: Источен регион)은 북마케도니아를 구성하는 8개의 통계 지방 가운데 하나로 면적은 3,539 km2, 인구는 177,411명(2014년 기준), 인구 밀도는 50명/km2이다. 북마케도니아 동부에 위치한다.
동쪽으로는 불가리아와 국경을 접하며 북쪽으로는 북동부 지방, 북서쪽으로는 스코페 지방, 서쪽으로는 바르다르 지방, 남쪽으로는 남동부 지방과 접한다. 11개 지방 자치체(베로보시, 체시노보오블레셰보시, 델체보 시, 카르빈치시, 코차니시, 마케돈스카카메니차시, 페흐체보시, 프로비슈티프시, 슈티프시, 비니차시, 즈르노프치시)가 이 지방에 속한다.